# Fistulina brasiliensis
Fistulina brasiliensis är en svampart som beskrevs av O. Fidalgo & M. Fidalgo 1958. Fistulina brasiliensis ingår i släktet Fistulina och familjen Fistulinaceae.   Inga underarter finns listade i Catalogue of Life.